# Erik Bruhn
Erik Bruhn (Copenhaguen, 3 d'octubre de 1928 - Toronto, 1r d'abril de 1986), nom artístic d'Erik Belton Evers Bruhn, va ser un ballarí, coreògraf, mestre de ballet i director de companyia danès. Consumat intèrpret de l'anomenat estil Bournonville, va ser considerat com l'epítom del danseur noble en l'apogeu del seu art, a les dècades dels cinquanta i seixanta del segle vint. Amb la seva impecable tècnica i la seva presència escènica va fer seus els papers estel·lars del repertori clàssic: James a La Sylphide, Siegfried a El Llac dels Cignes i Albrecht a Giselle, però també va dominar el llenguatge coreogràfic contemporani en ballets com Carmen de Roland Petit o Miss Julie de Birgit Cullberg. Va ballar amb les ballarines més destacades de la seva època: Svetlana Beriósova, Sonia Arova, Rosella Hightower, Alícia Markova, Maria Tallchief, Yvette Chauviré, Toni Lander, Natalia Makárova, Carla Fracci.

## Joventut
Va néixer a Copenhaguen com el quart dels descendents d'Ellen, el primer noi, i el tercer descendent d'Ernst Bruhn. La seva mare portava un saló de bellesa. Els seus pares es van casar poc després que nasqués.
Bruhn va ser admès el 1937, a nou anys, a l'Escola del Reial Ballet Danès a Copenhaguen, dirigida llavors per Harald Lander, mestre de l'estil Bournonville. Va debutar el 1946 al ballet Thorvaldsen fent el paper d'Adonis, i el 1947 va entrar a formar part de la companyia. Ja el 1949 va ascendir a solista i va debutar en el paper de James a La Sílfide, una de les obres clau de l'estil Bournonville i del repertori del Ballet Danès. Amb el desig juvenil de treure el cap al món, Bruhn va demanar permís a la seva companya per traslladar-se a Londres el 1947. En aquell moment París vivia el ressorgiment del ballet després de la Segona Guerra Mundial. Allí es va unir al Metropolitan Ballet, una petita companyia de caràcter cosmopolita que sota la tutela de mestres com Victor Gsovsky i Nicholas Beriosoff presentava a ballarins joves amb un repertori de ballets clàssics i peces modernes. Després d'aquesta primera etapa del 1947 al Metropolitan, Bruhn va tornar al Real Ballet Danès, però va continuar apareixent amb la companyia londinenca com a artista convidat fins que aquest es va dissoldre el 1949. A principis de la dècada del 1950 Bruhn va fer el salt a Amèrica convidat per l'American Ballet Theatre (ABT) amb seu a Nova York. Començava una nova etapa a la seva vida.

## Anys cinquanta
La primera temporada amb l'American Ballet Theatre va estar marcada per una lesió que no li va permetre anar al màxim, però l'experiència americana li va confirmar en la seva intuïció que sortir de Dinamarca i la seguretat del Ballet Danès era necessari per a la seva maduració artística. No obstant això, va tornar a Copenhaguen per fer classes amb Vera Vólkova durant uns anys, que havia estat contractada el 1951 com a mestra pel Reial Ballet Danès. Bruhn diria més tard que Vòlkova havia estat la professora que més li havia influït. Bruhn va marxar de nou als Estats Units havent millorat les seves qualitats tècniques i artístiques, i va irrompre al panorama del ballet nord-americà amb un debut triomfal a Giselle, acompanyant Alicia Markova en la producció de l'ABT al Metropolitan Opera House de Nova York, l'1 de maig de 1955. A partir d'aquí Bruhn va aparèixer com a artista convidat a les companyies nord-americanes més importants.
Després d'una breu temporada amb el Ballet de Cuevas, amb gira europea inclosa, Bruhn va ser artista convidat de l'American Ballet Theatre durant els anys 1957, 1958 i 1959 amb una activitat trepidant. A la temporada de 1959-1960 va sorprendre a tots passant-se al New York City Ballet (NYCB), en certa manera el "rival" de l'ABT, dirigit per George Balanchine, per formar parella per primera vegada amb l'estrella del NYCB Maria Tallchief. Amb ella va ballar el segon acte de El Llac dels Cignes i les coreografies de Balanchine Symphony in C i Pas de dix al City Center novaiorquès davant un públic enfervoritzat. Per desacords amb Balanchine Bruhn va abandonar el febrer de 1960 el NYCB i va tornar a l'ABT. Amb ell i amb Maria Tallchief de parella va viatjar aquell estiu a la Unió Soviètica i va ballar a finals de l'any el pas a dos de El cigne negre a Londres en una gala al Drury Lane Theatre. La ruptura amb Balanchine va portar Bruhn a tornar l'esquena al món del ballet nord-americà, almenys de moment, i buscar els escenaris europeus.

## Anys seixanta

Maria Tallchief i Erik Bruhn a "El Llac dels Cignes" (1961)

La tornada de Bruhn a Europa el 1961 va estar caracteritzada per una gran intranquil·litat tant professional com personal. Als seus 33 anys es trobava en el millor moment de la seva carrera i desitjava deixar la vida itinerant i establir-se en una companyia sòlida i de nivell artístic que li oferís noves possibilitats també com a coreògraf i mestre. Encara era membre del Reial Ballet Danès, que per raons diverses no es decidia a fer a Bruhn director artístic de la companyia, malgrat que feia temps que es parlava del seu nom per a aquest càrrec. El 1961 Bruhn va muntar Giselle per al Ballet Danès i va interpretar dos ballets de Roland Petit i el pas a dos de Don Quixot al festival anual de la dansa celebrat a Copenhaguen aquest estiu. Va conèixer llavors Rudolf Nuréyev, un jove ballarí rus del Ballet Kírov de Leningrad que acabava d'"escollir la llibertat" a París. Amb Nureyev va començar una tempestuosa història d'amor i amistat que va durar fins al final de la vida. A la tardor van coincidir a Londres on Bruhn participava en una gala organitzada per Anton Dolin i Nuréyev ballava en una vetllada benèfica organitzada per Margot Fonteyn, la primera ballarina del Royal Ballet anglès. Aleshores la direcció del Royal Ballet buscava un substitut per a Michael Somes, el seu veterà primer ballarí, i va contractar Bruhn i Nuréyev com a artistes convidats per a la temporada 1961-1962. En acabar la temporada el Royal Ballet no es va decidir per Bruhn com a futur primer ballarí, com ell donava per descomptat, sinó per Nuréyev, que va tenir el suport unànime dels crítics, el públic i la primera ballarina, Margot Fonteyn.
Després de la decepció de Londres, Bruhn va reprendre la seva vida nòmada amb parades a l'Òpera de Stuttgart, aparicions a Austràlia amb Sonia Arova o a la televisió nord-americana amb Carla Fracci. El 1963 va passar una part de l'any com a mestre de ballet amb l'ABT i l'altra amb el NYCB, que va haver d'interrompre per raons de salut. Al començament de 1964 va debutar a l'Òpera de París acompanyant Yvette Chauviré, i al final de l'any va muntar a Toronto La Sílfida per al Ballet Nacional del Canadà, treball que va iniciar una llarga i fructífera col·laboració amb el ballet canadenc. El 1965 va formar part com a ballarí i coreògraf del Harkness Ballet de Nova York, amb el qual va visitar Londres a la primavera, precisament quan el furor al voltant de la parella Fonteyn/Nuréyev arran de l'estrena de Romeo i Julieta pel Royal Ballet, el 9 de febrer, estava en el seu apogeu. Aquell any el Reial Ballet Danès va nomenar un nou director i, una vegada més, va deixar de banda Bruhn decidint-se per Flemming Flindt.
Al llarg de 1966 la salut de Bruhn va empitjorar i amb prou feines va aconseguir muntar a final d'any El Llac dels Cignes per al Ballet Nacional del Canadà. En 1967 va ser nomenat director artístic del Reial Ballet de Suècia a Estocolm (fins a 1971) i segons algunes fonts va iniciar un gradual distanciament de Nuréyev, amb el qual fins aquell moment havia mantingut una relació personal i professional, intensa i tempestuosa. En el lliurament a Bruhn del prestigiós Dance Magazine Award a Nova York l'abril de 1969, se'ls va veure com un parell de vells però distants amics. Així van aparèixer també a la gran gala que es va celebrar poc abans a Londres per celebrar els 35 anys de Margot Fonteyn com a ballarina, una gal·la en què Bruhn va ballar amb la italiana Carla Fracci, la seva parella preferida des del 1967. A la biografia autoritzada de Nuréyev, Julie Kavanagh també constata el refredament de la relació tant personal com professional entre Bruhn i Nuréyev cap a finals de la dècada del 1960.

## Anys setanta i vuitanta
Al començament de la dècada del 1970 Bruhn va traslladar la seva activitat a l'altra banda de l'Atlàntic, repartint el seu temps entre l'American Ballet Theatre i el National Ballet of Canada, entre Nova York i Toronto. Tot i el seu estat de salut precari va dedicar la temporada 1970/71 a l'ABT amb què va ballar Las Sílfides i The Miraculous Mandarin amb Natalia Makárova, Miss Julie amb Cynthia Gregory, Coppelia i Giselle amb Carla Fracci. A finals de 1971 la seva antiga malaltia, úlcera d'estómac, el va portar a l'hospital i va haver de suspendre totes les actuacions. El febrer de 1972 va anunciar la seva retirada de l'escena com a ballarí. En els anys següents es va dedicar a fer classes i a produir muntatges de ballets principalment per al National Ballet of Canada i l'American Ballet Theatre. No obstant això, Bruhn va decidir tornar a ballar el juny de 1975. La seva primera actuació va ser a La Sílfide, presentada per l'ABT a Nova York el juliol de 1975. Aquesta vegada Bruhn interpretava el paper "de caràcter" de la bruixa Madge, mentre Gelsey Kirkland i Mikhaïl Baryshnikov, un altre ballarí rus del Ballet Kírov, interpretaven la parella romàntica de la Sílfide i de James.
En aquesta nova etapa Bruhn, als seus 47 anys, va optar per papers de tipus dramàtic o de "caràcter" com el de la Bruixa Madge a La Sílfide, Petrushka al ballet del mateix nom (el juny de 1976) o el Dr. Coppelius a Coppelia, però encara apareixia en papers romàntics com el pas a dos d'Epilogue (1975) i el de Príncep Iván a L'ocell de foc tots dos amb Natalia Makárova (l'abril de 1977). A finals de 1982 va ser nomenat director artístic del National Ballet of Canada i el seu interès va anar centrant-se cada vegada més en l'ensenyament i el muntatge dels grans ballets clàssics. Encara va crear un nou muntatge de La Sílfide per a l'American Ballet Theatre, estrenada el 24 de maig de 1983 al Metropolitan Opera House de Nova York. i com a director del Ballet Nacional del Canadà va encarregar al coreògraf Glen Tetley un nou ballet, Alice, que va ser estrenat al març de 1986.
Bruhn va ser ingressat al General Hospital de Toronto el 25 de març de 1986. Se li va diagnosticar càncer de pulmó i va morir l'1 d'abril amb 57 anys.

## Especulacions
Pel seu talent, pel seu caràcter reservat, per la seva mort prematura i per algunes de les relacions personals Erik Bruhn ha estat l'objecte de moltes especulacions. En 2008, dotze anys després de la seva mort, Pierre-Henri Verlhac va suggerir en la seva biografia de Nureyev, que la mort d'Erik Bruhn podia deure's al virus VIH. Ningú fins ara no ha corroborat aquesta tesi documentalment. El 2008 l'autor danès Alexander Meinertz va publicar una biografia titulada Erik Bruhn -billedet indeni (Erik Bruhn-el retrat interior) en què, sense haver conegut personalment el ballarí i sense haver-lo vist ballar en un escenari, proposa un retrat psicològic almenys discutible.

## Llegat
Bruhn va establir al seu testament, amb part del seu patrimoni, la creació d'un premi per a ballarins joves, l'Erik Bruhn Prize, concedit anualment per concurs organitzat pel National Ballet of Canada des del 1988.,
El premi reconeix els ballarins de les tres companyies amb les quals Bruhn estava més vinculat: el Royal Danish Ballet, l'American Ballet Theatre i el National Ballet of Canada. Cadascuna d'aquestes companyies està convidada a enviar un ballarí i una ballarina a la competició, celebrada a Toronto, Ontario, Canadà. Bruhn va especificar que el premi s'atorgaria a dos joves ballarins que "reflecteixin tanta habilitat tècnica, assoliment artístic i dedicació com em vaig esforçar per assolir jo en la dansa". Els concursants del premi tenen entre 18 i 23 anys i són seleccionats pels seus respectius directors artístics.
El primer premi Erik Bruhn es va atorgar el 1988.